# بيتي ليو
بيتي ليو (بالإنجليزية: Betty Liu) هي مذيعة أخبار وصحفية ومؤلفة أمريكية، ولدت في 1973 في هونغ كونغ في الصين.